# 花歸葬
《花歸葬》是HaccaWorks*製作的女性向Windows用視覺小說。略稱為『花』。此外還有电子游戏、廣播劇CD、漫畫等相關作品。

## 概要
此作為2003年發表的同人遊戲，是同人社團HaccaWorks*的第一部作品，使用吉里吉里製作。作為女性向同人遊戲，是2008年現在唯一被电子游戏化的作品。
原案、劇本是，原畫是。志方晶子擔任主題曲及BGM的作曲及演唱。
製作當時是被介紹為音聲小說，不過因為作品中的登場人物的會話以靜止畫進行故事，情景和現象描寫以文章表現，最後被歸為視覺小說。
以傳說會被雪毀滅的異世界作為舞台。以主角玄冬的視角進行故事。

### 發表、發售經歷
- 2003年12月，Comic Market 65初版發表。
- 2004年12月，Comic Market 67第2版發表。
- 2005年12月，手機網站@Interchannel、FOMA版手機αppli配信。
- 2006年7月，PS2專用電子遊戲化。發售公司為Prototype，採用許多有名的聲優。
- 同月，在《Comic Blade ZEBEL》漫畫化，作者為幸田真希。該雜誌停刊後轉到《Comic Blade Avarus》繼續連載。

## 故事簡介
當人殺死太多人時，作為毀滅世界的媒介「玄冬」誕生，世界將會被雪覆蓋而毀滅。從以前的大戰終結後幾經星霜歲月流逝，人打算再次迎接戰亂的世界。日曆上已經是春天了，可是雪還下個不停，彩國裡的預言師說「這個雪，是不期盼紛爭的創世主的悲嘆。並且，只要消去一個人，世界就能繼續存在。」

## 登場角色
玄冬（聲：三木真一郎）
作品的主角。22歲，身高185cm，男性。個性忠厚老實且難以變通，不過基本上人畜無害。故事一開始時喪失記憶，也不知道為什麼抱著罪惡感，苦惱著如何讓自己恢復記憶。
在「人殺了太多人」之時，作為毀滅世界的媒介而誕生，如果要讓世界繼續就必須消去他的存在。幼年時知道關於「玄冬」的事情而消極地與人往來。對於自己的毀滅世界這種任務無法接受，不知不覺期待救世主來殺自己。擅長治癒能力，除了從救世主那裡受到的傷外都可以治療。
花白（聲：齋賀光希）
另一個主角。16歲，身高165cm，男性。和玄冬一起行動的少年。唯一知道玄冬喪失記憶原因的人。外表纖細但很會使用劍。
唯一能殺死「玄冬」的人，被認為是拯救世界的救世主。出生時便被施予身為「救世主」的教育。對殺死玄冬、拯救世界這樣的任務一邊抱著複雜的心情一邊接受，不過在實際遇到玄冬，並和他成為朋友時，開始對救世主的使命感到迷茫。
黑鷹（聲：井上和彥）
神出鬼沒的男性。年齡不詳，身高180cm。突然出現在玄冬面前的神祕人物。與白梟似乎相識。
負責保護玄冬，完成毀滅世界的任務，引導他的「黑鳥」。
白梟（聲：篠原惠美）
位於彩國的預言師。年齡、性別不明，身高170cm。外表和善且虛幻，但對意見對立者決不寬恕。與黑鷹似乎相識。
銀朱（聲：伊藤健太郎）
彩國第三兵團的年輕隊長，階級是少佐（ED裡升格為大佐）。23歲，身高178cm。稍微有點性急，不過責任感很強，部下們對他都很信賴。
研究者（聲：大川透）
年齡不詳，男性，身高175cm。出現在管理之塔的神祕人物。正體是造出這個世界「箱庭」還有黑鷹及白梟的創世主。現在還在持續創造人不殺人的良好世界。

## 主題曲
- 片頭曲

歌、作曲、編曲：志方晶子　作詞：篠田朋子
- 片尾曲「Se l'aura spira」

歌、作詞、作曲、編曲：志方晶子
- 片尾曲

歌、作詞、作曲、編曲：志方晶子
- 片尾曲

歌、作曲、編曲：志方晶子　作詞：篠田朋子
- 插入曲

歌、作曲、編曲：志方晶子　作詞：篠田朋子

## 外部連結
- 【HaccaWorks*】WEBSITE （页面存档备份，存于）（日語）
- 花帰葬（【HaccaWorks*】WEBSITE内） （页面存档备份，存于）（日語）
- PROTOTYPE （页面存档备份，存于）（日語）
- 「花帰葬交響曲」official site （页面存档备份，存于）（日語）